# 2013年全豪オープン
2013年 全豪オープン（2013ねんぜんごうオープン、Australian Open 2013）は、オーストラリア・メルボルンにある「メルボルン・パーク・ナショナルテニスセンター」にて、2013年1月14日から1月27日まで開催された。

## シニア

### 男子シングルス
ノバク・ジョコビッチ def.  アンディ・マレー, 6-7(2), 7-6(3), 6-3, 6-2
- ジョコビッチは3年連続4度目の優勝。オープン化以降では初の3連覇を達成した。[1]。

### 女子シングルス
ビクトリア・アザレンカ def.  李娜, 4-6, 6-4, 6-3
- アザレンカは大会2連覇である。

### 男子ダブルス
ボブ・ブライアン /  マイク・ブライアン def.  ロビン・ハーセ /  イゴル・セイスリンフ, 6–3, 6–4

### 女子ダブルス
サラ・エラニ /  ロベルタ・ビンチ def.  アシュリー・バーティ /  ケーシー・デラクア, 6-2, 3-6, 6-2

### 混合ダブルス
ヤルミラ・ガイドソバ /  マシュー・エブデン def.  ルーシー・ハラデツカ /  フランティシェク・チェルマク, 6-3, 7-5